# Margarete Jahrmann

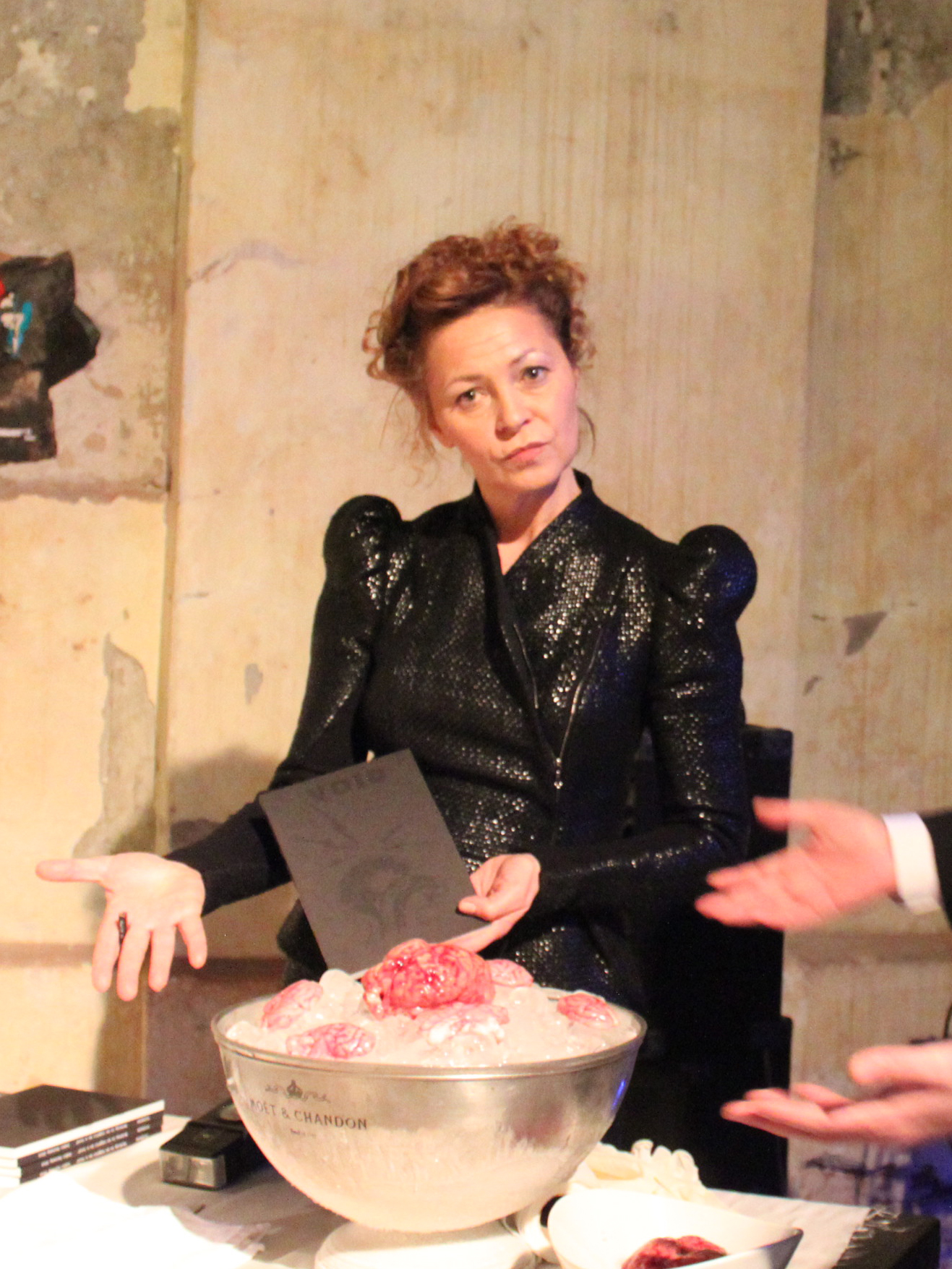
Jahrmann bei einer Presentation, Wien 2016

Margarete Jahrmann (* 21. Juni 1967 in Pinkafeld) ist eine österreichische Medienkünstlerin und Kunsttheoretikerin.

## Biografie
Jahrmann studierte an der Universität für Angewandte Kunst in Wien. Zunächst erhielt sie einen Lehrauftrag für Programmiersprachen an dieser Universität. 1999 war sie als Gastprofessorin für Hybridmedien an der Kunstuniversität Linz tätig. Von 2000 bis 2006 lehrte sie als Dozentin am Studienbereich Neue Medien an der Hochschule für Gestaltung und Kunst in Zürich. 2011 erhielt sie ihren Doktorgrad am Planetary Collegium der Plymouth University für ihre Dissertation "Ludics for a Ludic Society".
Seit September 2006 ist sie Dozentin in der Vertiefungsrichtung IAD (Interaction Design) im Programm Game Design der Hochschule für Gestaltung und Kunst in Zürich.
Als Künstlerin ist sie vor allem im Bereich Medienkunst aktiv. Sie ist unter anderem Mitbegründerin des Kunstservers konsum.net und an zahlreichen Netz- und 3D Game-Projekten beteiligt.
Jahrmann wurde zur Leiterin der neu gegründeten Abteilung Experimental Game Cultures an der Universität für angewandte Kunst Wien per 1. August 2021 bestellt.

## Schriften
- Die Raummaschine. Game Design – Forschung im Quellcode: Die »Zimmermann-Methode«. In: Natascha Adamowsky (Hrsg.): Digitale Moderne. Die Modellwelten von Matthias Zimmermann. Hirmer Verlag, München 2018, ISBN 978-3-7774-2388-3, S. 126–149
- Margarete Jahrmann & Brigitte Felderer (Hrsg.): Play and Prosume, Schleichende Werbung und schnelle Avantgarde. Technology Exchange and Flow. Verlag für moderne Kunst, Nürnberg 2013, ISBN 978-3-86984-411-4
- Margarete Jahrmann (Hrsg.): Ludics for a Ludic Society. The Art and Politics of Play. PhD Thesis, University of Plymouth, 2011

## Auszeichnungen
- 2003: Projekt Nybble Engine für Interactive Arts beim Prix Ars Electronica.[2]
- 2004: Software arts award, transmediale, Berlin
- 2020:  Medienkunstpreis der Stadt Wien